# Alfredo Iriarte
Alfredo Iriarte Nuñez, né en 1932 et mort le 1er décembre 2002, est un écrivain colombien.

## Œuvre
- Lo que lengua mortal decir no pudo (1979)
- Bestiario tropical (1986),
- Episodios Bogotanos (1987),
- Espárragos para dos leones(1999),
- Cazuela de narraciones estrambóticas
- Crónicas descomedidas
- Batallas y batallitas en la historia de Colombia (1993),
- Abominaciones y denuestos (1994),
- Muertes Legendarias (1996),
- El jinete de Bucentauro (2000)